# Bostrycapulus
Genre
Bostrycapulus est un genre de mollusques gastéropodes de la famille des Calyptraeidae. Le genre est décrit par Axel A. Olson (d) et Anne Harbison (d) en 1953 ; l'espèce-type est Bostrycapulus aculeatus,.

## Distribution
Les espèces de ce genre sont présentes dans l'océan Atlantique et dans l'océan Pacifique.

## Liste d'espèces
Selon World Register of Marine Species (23 février 2021) :
- Bostrycapulus aculeatus (Gmelin, 1791)
- Bostrycapulus calyptraeiformis (Deshayes, 1830)
- Bostrycapulus decorus Collin, 2019
- Bostrycapulus gravispinosus (Kuroda & Habe, 1950)
- Bostrycapulus heteropoma Collin & Rolán, 2010
- Bostrycapulus latebrus Collin, 2005
- Bostrycapulus odites Collin, 2005
- Bostrycapulus pritzkeri Collin, 2005
- Bostrycapulus tegulicius (Rochebrune, 1883)
- Bostrycapulus urraca Collin, 2005